# Sikeldi
Sikeldi – wieś w Estonii, prowincji Rapla, w gminie Rapla.